# Elektronika (producent)
Elektronika Legionowo – firma produkująca sprzęt muzyczny dla systemów nagłośnieniowych i rozgłoszeniowych, założona w 1955 roku jako Spółdzielnia Pracy "Elektronika". Realizuje ona nagłośnienia dla kościołów i obiektów o trudnych warunkach akustycznych.

## Produkty
- ampikmiksery
- miksery
- karioidalne kolumny głośnikowe
- głośniki
- głośniki tubowe
- megafony
- mikrofony
- eliminatory sprzężeń
- wzmacniacze
- systemy bezprzewodowe
- akcesoria nagłośnieniowe